# خليج سرت لمشروعات الغاز
خليج سرت لمشروعات الغاز أو (بالإنجليزية: SGGP - Sirt Gulf For Gas Projects)‏ تأسست عام 2007 كشركة مشتركة ليبية

## نشاط الشركة
- الخدمات الهندسية الأساسية والتفصيلية.
- أعمال الإنشاء والتركيب.
- إدارة تنفيذ مشروعات الغاز.
- أعمال تجارب ما قبل التشغيل وأعمال بدء التشغيل.
- تنمية حقول الغاز.
- إنتاج وتكرير الغاز.
- تكرير الغاز.
- معالجة وتصنيع الغازات.
- البتروكيماويات والكيماويات.
- خطوط الأنابيب وملحقاتها ومحطات وتوصيلات محطات الغاز والكهرباء.
- إدارة وتشغيل خطوط وشبكات الغاز.
- المشروعات البحرية المرتبطة بالغاز.
- البنية الأساسية العامة المتعلقة بمشروعات الغاز.
- دراسات الجدوى الفنية والاقتصادية.
- خدمات الشراء المتعلقة بمشروعات الغاز.
- التوريدات .
- خدمات الإدارة والمراقبة للمشروعات الخاصة بالشركة.
- نظام إدارة الجودة في مشروعات الغاز.
- نظام إدارة البيئة.
- نظام إدارة السلامة والصحة المهنية .

## المساهمين
يساهم في رأسمال الشركة كل من:-
- إنبي - الهندسية للصناعات البترولية والكيماوية : 24.5%
- بتروجيت - المشروعات البترولية والاستشارات الفنية: 24.5%
- صندوق الإنماء الإقتصادى والإجتماعى الليبي: 51%